# إدوارد سميث
إدوارد سميث (بالإنجليزية: E. E. Smith)‏ (و. 1890 – 1965 م) هو روائي، وكاتب، وكاتب خيال علمي، من الولايات المتحدة، ولد في شيبويجان، توفي في سيسايد، عن عمر يناهز 75 عاماً، بسبب نوبة قلبية.

## التعليم
تعلم في جامعة جورج واشنطن، ويونيفيرسيتي اوف ايداهو.

## جوائز
حصل على جوائز منها:
- جائزة الزمالة لويليام جيمس [الإنجليزية]‏ (1999)
- زمالة غوغنهايم.

## وصلات خارجية
- إدوارد سميث على موقع IMDb (الإنجليزية)
- إدوارد سميث على موقع الموسوعة البريطانية (الإنجليزية)
- إدوارد سميث على موقع ميوزك برينز (الإنجليزية)
- إدوارد سميث على موقع إن إن دي بي (الإنجليزية)
- إدوارد سميث على موقع ديسكوغز (الإنجليزية)
- إدوارد سميث على موقع قاعدة بيانات الفيلم (الإنجليزية)